# Fritz Holsten-Lehn-Charisius
 Ikke at forveksle med Frederik Christian Holsten.
Frederik "Fritz" Christian lensbaron Holsten-Lehn-Charisius, født Holsten (28. oktober 1796 i København, død 1. december 1888 sammesteds) var en dansk lensbesidder, bror til Adam Christopher Holsten-Charisius.
Han var søn af lensbaron, admiral Hans Holsten og Regitze Sophie Kaas (af Mur), blev 1813 student (privat dimitteret og 1818 cand. jur.
Han blev gift 3. september 1820 i Egense Kirke med Pauline Christine Elisabeth baronesse Rantzau-Lehn (23. juli 1803 i København - 1. januar 1860 på Hvidkilde), datter af baron Hans Rantzau-Lehn og Sophie Amalie Rantzau-Lehn. Ved ægteskabet blev han lensbaron til baroniet Lehn, idet hans hustru ikke havde brødre. I denne forbindelse antog han navnet Holsten-Lehn. Han blev 1879 besidder af det for stamhuset Constantinsborg substituerede fideikommis og føjede Charisius til sit navn.
Han blev kammerjunker 1819, hofjægermester 1826, kammerherre 1836 og gehejmekonferensråd 1886. Han var Ridder af Nordstjerneordenen, men var mærkeligt nok ikke dekoreret med Dannebrogordenen.
Der findes fotografier af Hermann Ohm og Emil Rye (Det Kongelige Bibliotek).